# Daiki Matsuoka
Daiki Matsuoka (松岡 大起, Matsuoka Daiki), né le 1er juin 2001 à Kumamoto au Japon, est un footballeur japonais évoluant au poste de milieu central à l'Avispa Fukuoka.

## Biographie

### Sagan Tosu
Né à Kumamoto au Japon, Daiki Matsuoka est formé par le Sagan Tosu. Il devient un élément important des équipes de jeunes du club, notamment avec les U18 où il remporte un championnat de cette catégorie d'âge. En mars 2018, il est intégré à l'équipe première alors qu'il évoluait jusqu'ici avec les U18. Il est définitivement promu en juin de la même année. Matsuoka fait ses débuts en professionnel avec le Sagan Tosu le 6 juin 2018, lors d'un match de Coupe de l'Empereur contre le Tadotsu FC. Il entre en jeu à la place de Riki Harakawa lors de cette rencontre remportée largement par les siens sur le score de sept buts à zéro . Il joue sa première rencontre de J1 League le 2 mars 2019 contre le Vissel Kobe. Il est titularisé mais son équipe s'incline sur le score de un but à zéro.
En février 2021, juste avant le début de la saison 2021, Daiki Matsuoka est nommé comme vice-capitaine de l'équipe avec deux de ses coéquipiers.

### Shimizu S-Pulse
Le 2 août 2021, Daiki Matsuoka s'engage en faveur du Shimizu S-Pulse,.
En février 2022, Matsuoka est nommé vice-capitaine du Shimizu S-Pulse, il manque toutefois le début de la saison 2022 en raison d'une blessure au ligament de la cheville droite, contractée en janvier 2022.

### Grêmio Novorizontino
En mars 2023, Daiki Matsuoka rejoint le Brésil pour s'engager en faveur du Grêmio Novorizontino sous la forme d'un prêt jusqu'à la fin de l'année.

### Avispa Fukuoka
En janvier 2024, Daiki Matsuoka signe en faveur de l'Avispa Fukuoka. Le transfert est annoncé le 30 décembre 2023.

### En sélection
De 2018 à 2019 il évolue avec l'équipe du Japon des moins de 18 ans.

## Statistiques
| Saison                | Club                  | Championnat           | Championnat | Championnat | Coupe nationale | Coupe nationale | Coupe de la Ligue | Coupe de la Ligue | Supercoupe | Supercoupe | Compétition(s) continentale(s) | Compétition(s) continentale(s) | Compétition(s) continentale(s) | Total | Total |
| Saison                | Club                  | Division              | M.          | B.          | M.              | B.              | M.                | B.                | M.         | B.         | Comp.                          | M.                             | B.                             | M.    | B.    |
| 2018                  | Sagan Tosu            | J1 League             | -           | -           | 1               | 0               | -                 | -                 | -          | -          | -                              | -                              | -                              | 1     | 0     |
| 2019                  | Sagan Tosu            | J1 League             | 23          | 0           | 3               | 0               | 4                 | 0                 | -          | -          | -                              | -                              | -                              | 30    | 0     |
| 2020                  | Sagan Tosu            | J1 League             | 32          | 0           | -               | -               | 1                 | 0                 | -          | -          | -                              | -                              | -                              | 33    | 0     |
| 2021                  | Sagan Tosu            | J1 League             | 21          | 0           | 2               | 0               | 2                 | 0                 | -          | -          | -                              | -                              | -                              | 25    | 0     |
| Sous-total            | Sous-total            | Sous-total            | 76          | 0           | 6               | 0               | 7                 | 0                 | -          | -          | -                              | -                              | -                              | 89    | 0     |
| 2021                  | Shimizu S-Pulse       | J1 League             | 15          | 0           | -               | -               | -                 | -                 | -          | -          | -                              | -                              | -                              | 15    | 0     |
| 2022                  | Shimizu S-Pulse       | J1 League             | 22          | 0           | -               | -               | 3                 | 0                 | -          | -          | -                              | -                              | -                              | 25    | 0     |
| Sous-total            | Sous-total            | Sous-total            | 37          | 0           | -               | -               | 3                 | 0                 | -          | -          | -                              | -                              | -                              | 40    | 0     |
| Total sur la carrière | Total sur la carrière | Total sur la carrière | 113         | 0           | 6               | 0               | 10                | 0                 | -          | -          | -                              | -                              | -                              | 129   | 0     |